# Operación Amanecer de la Libertad
La Operación Amanecer de la Libertad se refiere a una ofensiva militar lanzada por el Ejército Nacional Sirio (SNA; una coalición de fuerzas respaldada por Turquía) contra las Fuerzas Armadas Árabes Sirias (FAAS) y las Fuerzas Democráticas Sirias (FDS), dirigida a la región norteña de la Gobernación de Alepo entre al-Bab y Tadef dentro de la zona de la Operación Escudo del Éufrates.

## Antecedentes
Tras el inicio de la ofensiva de 2024 en el noroeste de Siria el 27 de noviembre y la captura de varias regiones de la ciudad de Alepo, el Ejército Nacional Sirio (SNA) inició la Operación Amanecer de la Libertad el 30 de noviembre. La operación fue anunciada oficialmente por el Primer Ministro de la Coalición Nacional Siria, Abdurrahman Mustafa. durante una entrevista con NTV. Esbozó dos objetivos estratégicos principales: interceptar las redes de suministro de las SDF y establecer un corredor que conecte Al Bab, bajo la ocupación turca del norte de Siria, con Tel Rifaat.
Es poco probable que la Operación Amanecer de la Libertad se hubiera llevado a cabo sin la aprobación de Turquía. Estaba vinculado a las demandas turcas de una "zona segura" en Siria.

## Ofensivas
Tras intensos enfrentamientos entre las fuerzas del SNA y los leales al gobierno de Assad en la provincia norteña de Alepo, las fuerzas del SNA capturaron la ciudad de Tadef más tarde ese mismo día. Se produjeron enfrentamientos entre las fuerzas de las SDF y las SNA cuando las fuerzas de las SDF comenzaron a entrar en las ciudades controladas por el gobierno en el norte de Alepo, de las que las fuerzas gubernamentales se estaban retirando debido a la ofensiva liderada por Tahrir al-Sham en Alepo desde Idlib. El 1 de diciembre de 2024, el SNA capturó las ciudades de as-Safirah, Khanasir y la base aérea de Kuweires, mientras se producían enfrentamientos entre el SNA y las SDF en el distrito de Sheikh Najjar de la ciudad de Alepo. La captura de la base aérea de Kuweires había cortado el "corredor" que las SDF habían establecido entre el cantón Shahba centrado en Tell Rifaat y Manbij. Desde que comenzó la operación, el SNA ha conquistado aproximadamente 850 km² de territorio. 
En la tarde del 1 de diciembre de 2024, el SNA lanzó una ofensiva contra la ciudad de Tell Rifaat, controlada por las SDF, capturando la ciudad junto con varias aldeas circundantes, incluidas Shwargha, Menagh, Maranaz, Kafr Naya, Kuweires Sharqi, Shaykh Issa, Deir Jamal y Ain Daqna. Las ciudades restantes controladas por las SDF en la región fueron sitiadas y quedaron aisladas tras ser rodeadas por fuerzas de oposición. Durante su ofensiva, Turquía lanzó ataques contra el territorio de Rojava en apoyo a su ofensiva.
El 2 de diciembre de 2024, las SDF anunciaron planes para evacuar a los desplazados internos kurdos de Tel Rifaat y la región de Shahba a áreas controladas por las SDF en el distrito Sheikh Maqsood de Alepo y el noreste de Siria. 
El 4 de diciembre de 2024, las SDF informaron de enfrentamientos en Dayr Hafir y en la región meridional de Manbij y confirmaron bajas entre el SNA.
El 6 de diciembre de 2024, la sala de operaciones de Dawn of Freedom anunció una ofensiva contra la ciudad de Manbij, controlada por las SDF.  El 8 de diciembre de 2024, Turquía comenzó a apoyar la ofensiva del SNA realizando ataques con drones contra posiciones de las SDF.  El 9 de diciembre de 2024, las SDF se retiraron de Manbij. El 9 de diciembre de 2024, Rusia se retiró de sus bases en Manbij y Kobani, que forman parte del acuerdo de mantenimiento de la paz de 2019.
Desde el 8 de diciembre de 2024, se produjeron enfrentamientos en el puente Qara Qozak de la autopista M4 y en la presa de Tishrin, ambos cruces críticos del Éufrates, y las SDF afirmaron haber matado a docenas de combatientes del SNA.
El 12 de diciembre de 2024 se anunció una tregua mediada por Estados Unidos,  aunque fue terminada días después. El 17 de diciembre de 2024, la tregua se prorrogó una semana. Los ataques militares contra Rojava continuaron a mediados de diciembre con los ataques al distrito de Ayn al-Arab. 